# セントオールバンズ (ウェストバージニア州)
セントオールバンズ（英語: St. Albans）は、アメリカ合衆国ウェストバージニア州のカナー郡にある都市。カナー川とコール川が合流する地点にある。人口は1万1044人（2010年）。

## 歴史

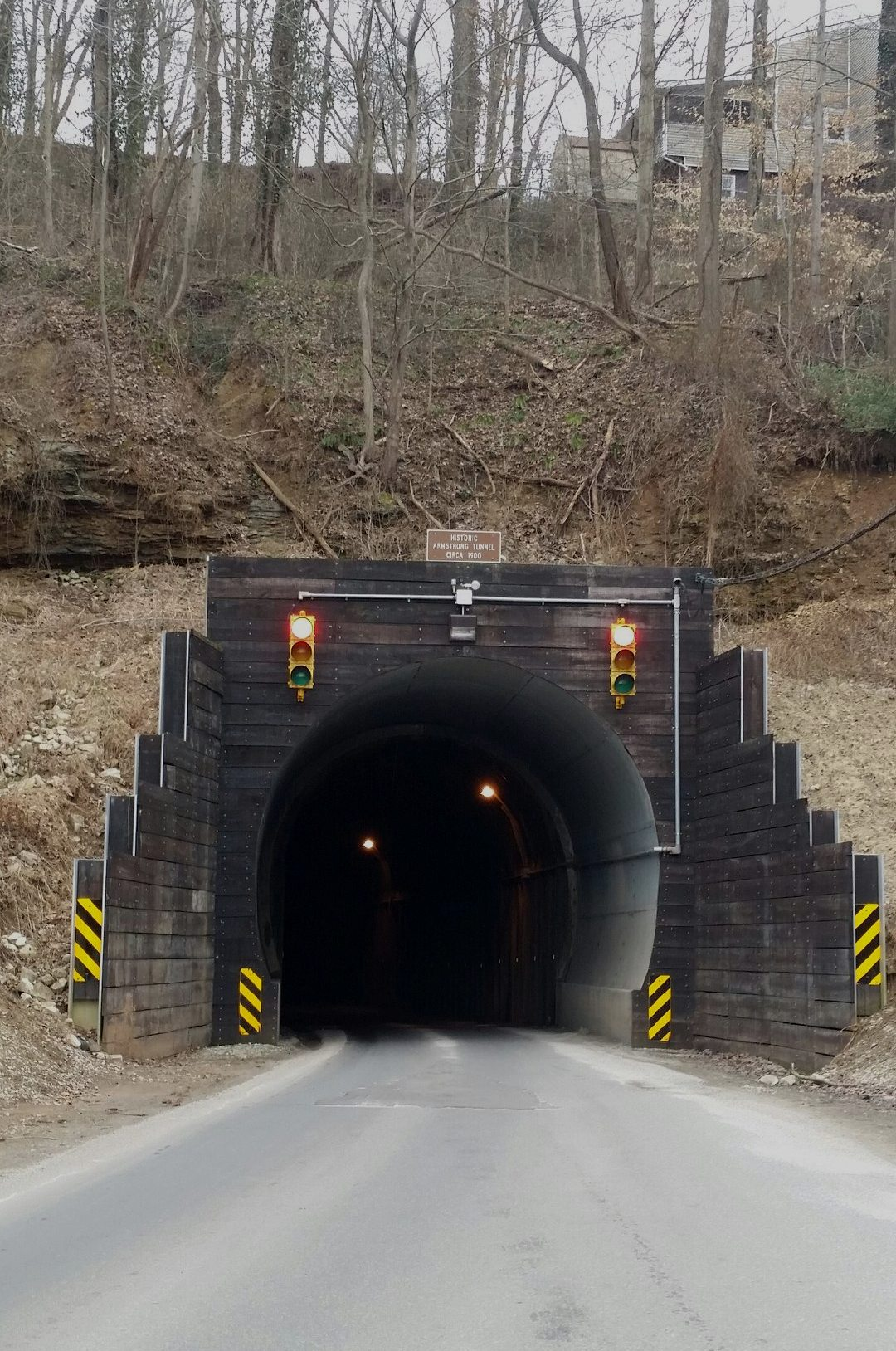
アームストロング・トンネル、1900年頃建設、郡道を通す

セントオールバンズは1816年に町が作られた。当初は初期開拓者であるフィリップ・トンプソンにちなんで「フィリッピ」と呼ばれていた。その後、この地域と川がサミュエル・コールによって発見されたので、コールズマウスに変更された。1868年、町は「カナーシティ」という名称で法人化された。さらに1872年、チェサピーク・アンド・オハイオ鉄道のH・C・パーソンズによって、その生まれ故郷であるバーモント州セントオールバンズの名前が採られた。そのバーモント州の町は元々イングランドのハートフォードシャーにあるセントオールバンズから採られていた。その名の元である聖アルバヌスはイギリスのキリスト教徒として初めて殉教した者と考えられている。

## 地理
セントオールバンズは北緯38度22分49秒 西経81度49分11秒 / 北緯38.38028度 西経81.81972度 (38.380365, -81.819712)に位置している。
アメリカ合衆国国勢調査局に拠れば、市域全面積は3.70平方マイル (9.58 km2)であり、このうち陸地3.62平方マイル (9.38 km2)、水域は0.08平方マイル (0.21 km2)で水域率は2.19%である。

## 交通

### 高規格道路
- アメリカ国道60号線
- ウェストバージニア州道817号線

### 鉄道
全国的な旅客列車を運行するアムトラックが週3回、近くのチャールストン駅に列車「カーディナル号」を停車させている。この駅はカナー川の南岸、マッコークル・アベニュー350にある。

### バス
カナー・バレーにはカナー・バレー地域交通局がバス便を運行している。

### 空港
イェーガー空港がチャールストン都市圏の商業空港である。

## 人口動態

### 2010年国勢調査
以下は2010年国勢調査による人口統計データである。
| 基礎データ - 人口: 11,044 人 - 世帯数: 4,969 世帯 - 家族数: 3,073 家族 - 人口密度: 1,177.9人/km2（3,050.8人/mi2） - 住居数: 5,436 軒 - 住居密度: 579.8軒/km2（1,501.7 軒/mi2） 人種別人口構成 - 白人: 94.0% - アフリカン・アメリカン: 3.4% - ネイティブ・アメリカン: 0.3% - アジア人: 0.5% - その他の人種: 0.3% - 混血: 1.6% - ヒスパニック・ラテン系: 0.8% | 年齢別人口構成 - 18歳未満: 19.5% - 18-24歳: 6.5% - 25-44歳: 23.9% - 45-64歳: 29.4% - 65歳以上: 20.6% - 年齢の中央値: 45歳 - 性比（女性100人あたり男性の人口） - 総人口: 88.3 世帯と家族（対世帯数） - 18歳未満の子供がいる: 25.7% - 結婚・同居している夫婦: 45.4% - 未婚・離婚・死別女性が世帯主: 12.1% - 非家族世帯: 38.2% - 単身世帯: 33.7% - 65歳以上の老人1人暮らし: 16.5% - 平均構成人数 - 世帯: 2.21人 - 家族: 2.79人 |

### 2000年国勢調査
以下は2000年国勢調査による人口統計データである。
| 基礎データ - 人口: 11,567 人 - 世帯数: 5,185 世帯 - 家族数: 3,390 家族 - 人口密度: 1,233.7人/km2（3,196.0 人/mi2） - 住居数: 5,467 軒 - 住居密度: 583.1軒/km2（1,510.5 軒/mi2） 人種別人口構成 - 白人: 95.37% - アフリカン・アメリカン: 2.84% - ネイティブ・アメリカン: 0.13% - アジア人: 0.43% - その他の人種: 0.18% - 混血: 1.05% - ヒスパニック・ラテン系: 0.63% | 年齢別人口構成 - 18歳未満: 19.2% - 18-24歳: 6.8% - 25-44歳: 25.2% - 45-64歳: 25.2% - 65歳以上: 23.64% - 年齢の中央値: 44歳 - 性比（女性100人あたり男性の人口） - 総人口: 85.6 - 18歳以上: 81.5 世帯と家族（対世帯数） - 18歳未満の子供がいる: 23.5% - 結婚・同居している夫婦: 51.6% - 未婚・離婚・死別女性が世帯主: 10.6% - 非家族世帯: 34.6% - 単身世帯: 31.4% - 65歳以上の老人1人暮らし: 17.1% - 平均構成人数 - 世帯: 2.21人 - 家族: 2.75人 | 収入と家計 - 収入の中央値 - 世帯: 37,130米ドル - 家族: 47,913米ドル - 性別 - 男性: 35,978米ドル - 女性: 25,030米ドル - 人口1人あたり収入: 19,806米ドル - 貧困線以下 - 対人口: 8.2% - 対家族数: 4.9% - 18歳未満: 12.3% - 65歳以上: 7.2% |

## 教育
- セントオールバンズ高校、9年生から12年生
- ヘイズ中学校、6年生から8年生
- マッキンリー中学校、6年生から8年生
- オルバン小学校、幼稚園から5年生
- セントラル小学校、幼稚園から5年生
- アン・ベイリー小学校、幼稚園から5年生
- ジョージ・C・ワイマー小学校、幼稚園から5年生
- レイクウッド小学校、幼稚園から5年生

## 著名な出身者
- ランディー・バーンズ、砲丸投選手、アトランタオリンピックで金メダル